# The Continuing Story of Bungalow Bill
The Continuing Story of Bungalow Bill is een lied van de Beatles, van het album The Beatles. Het nummer is geschreven door John Lennon, maar zoals gebruikelijk toegeschreven aan het duo Lennon-McCartney. Lennon schreef de song toen The Beatles op bezoek waren bij Maharishi Mahesh Yogi in India voor een cursus transcendente meditatie. Lennon zou zich daar gestoord hebben aan de zoon van een medecursiste die op tijgerjacht ging. Het is de enige Beatlesong met een stukje solozang van een vrouw. Yoko Ono, toen nog de vriendin van Lennon, zingt de regel "Not when he looks so fierce".

## Credits
- John Lennon – leadzang, akoestische gitaar, orgel
- Paul McCartney – bas, achtergrondzang
- George Harrison – achtergrondzang, akoestische gitaar
- Ringo Starr – drum, achtergrondzang, tamboerijn
- Chris Thomas – mellotron
- Yoko Ono – zang, achtergrondzang
- Maureen Starkey – achtergrondzang